# Sie nannten ihn Spencer
Sie nannten ihn Spencer ist ein deutsch-österreichischer Dokumentarfilm über Bud Spencer aus dem Jahr 2017 von Karl-Martin Pold. Die Weltpremiere fand am 23. Juni 2017 unter Beteiligung der Familie Pedersoli beim internationalen Filmfest München statt. Die Italienpremiere erfolgte am 31. Oktober 2017 beim internationalen Filmfestival von Rom. Der Film kam am 27. Juli 2017 gleichzeitig in die deutschen und österreichischen Kinos. Das Filmprojekt konnte aufgrund crossmedialen Marketings bereits vor Kinostart eine hohe Medienaufmerksamkeit im In- und Ausland generieren und wurde bereits während der Produktion mit mehreren Preisen gewürdigt. Bereits vor seiner Veröffentlichung hatte Sie nannten ihn Spencer eine beachtliche Fangemeinde (mit knapp 270.000 Facebookfollowern hat der Film eine der größten Fancommunitys in Europa) und gilt als Pionierprojekt des Web 2.0 bezüglich Crowdfunding/Crowdsourcing und crossmedialer Filmproduktion.

## Handlung
Sie nannten ihn Spencer ist der erste Kino-Dokumentarfilm mit und über Bud Spencer, der die facettenreiche Biografie Carlo Pedersolis sowie das weltumspannende Phänomen der Spencer/Hill-Kultfilme thematisiert.
Carlo Pedersoli, besser bekannt als Bud Spencer, bringt sein Lebensmotto mit dem Ausdruck „Futtetenne“ (Scheiß drauf) auf den Punkt. Er ist von der Mentalität geprägt, den Mut zu haben, Träume zu verwirklichen und das Leben in vollen Zügen zu genießen. Angespornt von der Botschaft der Filme brechen die beiden Fans Jorgo aus Berlin und Marcus aus Augsburg zu einem abenteuerlichen Roadtrip auf, um ihrem Idol näher zu kommen. Ihre Reise wird zu einer Schnitzeljagd quer durch Europa. Dabei treffen sie auf zahlreiche Schauspielkollegen und Wegbegleiter von Bud Spencer. Dazwischen werden Ausschnitte aus den Bud-Spencer-Filmen gezeigt. Durch die beiden Fanprotagonisten erfährt der Zuseher nicht nur, wie der Kult um Bud Spencer und Terence Hill gelebt wird, sondern warum der „Dicke mit dem Dampfhammer“ immer noch Millionen von Fans auf der ganzen Welt begeistert. Erzählt wird der Film von der deutschen Synchronstimme von Terence Hill, Thomas Danneberg, der sich weder boshafte Kommentare noch dumme Sprüche im typischen „Schnodderdeutsch“, geschrieben von Rainer Brandt, verkneift. Sie nannten ihn Spencer ist der letzte gemeinsame Kinofilm von Bud Spencer und Terence Hill.

## Veröffentlichung
Sie nannten ihn Spencer startete am 27. Juli 2017 zeitgleich in den deutschen und österreichischen Kinos. Der Film wurde von Moviepilot – dem größten Filmportal Deutschlands – auf Platz 2 der besten Filme des Monats Juli 2017 gewählt, und auf Platz 5 von 782 bewerteten Dokumentarfilmen im gesamten Jahr 2017. Weiters wurde der Film vom Deadline-Magazin zu einem der besten Filme des Jahres 2017 gewählt.
Der Film war der zweiterfolgreichste Dokumentarfilm im Jahr 2017 in Österreich. Sie nannten ihn Spencer kam in zwei verschiedenen Versionen in die Kinos: als Untertitelversion mit O-Ton und als Synchronfassung.
Der Film erschien am 28. Dezember 2017 auf DVD und Blu-ray und belegte in der ersten Januarwoche 2018 gleichzeitig Platz 1 und 2 der Amazon-Dokucharts. Auf beiden Medien gibt es sowohl die Untertitel- als auch die deutsche Synchronfassung zu sehen.
Die Pay-TV-Premiere im deutschsprachigen Raum fand am 24. September 2018 auf GEO Television statt. Die deutschsprachige Free-TV-Premiere erfolgte am 16. August 2021 bei 3sat, in Österreich bereits am 18. Juli 2019 auf ORF 1.

## Synchronfassung
Neben der Untertitel-Version von Sie nannten ihn Spencer gibt es zusätzlich noch eine deutsche Synchronfassung, die gerade für die Spencer/Hill-Fangemeinde ein besonderes Highlight darstellt. In dieser Version tritt nicht nur die Erzählstimme des Films, die gealterte Filmfigur Terence Hill (gesprochen von seinem Stammsynchronsprecher Thomas Danneberg) in Erscheinung, sondern alle Interviewpartner bekamen eine ganz spezielle Stimme: Viele bekannte Synchronsprecher konnten für diesen Film gewonnen werden. Unter ihnen: Manfred Lehmann (Bruce Willis), Engelbert von Nordhausen (Samuel L. Jackson), Ernst Meincke (Patrick Stewart), Till Hagen (Kevin Spacey) oder Norbert Langer (Tom Selleck). Einige von ihnen hatten schon zahlreichen Nebenfiguren in den Spencer/Hill-Filmen ihre Stimme geliehen. Die Erzähltexte wurden wie schon in zahlreichen Spencer/Hill-Filmen von Rainer Brandt im typischen Schnodderdeutsch verfasst.
| Protagonist                       | Synchronsprecher         |
| --------------------------------- | ------------------------ |
| Erzähler – Filmfigur Terence Hill | Thomas Danneberg         |
| Riccardo Pizzuti                  | Manfred Lehmann          |
| Terence Hill                      | Frank Glaubrecht         |
| Sal Borgese                       | Till Hagen               |
| Ottaviano Dell’Acqua              | Ernst Meincke            |
| Maurizio de Angelis               | Kaspar Eichel            |
| Franco Micalizzi                  | Friedrich G. Beckhaus    |
| Alessandro Capone                 | Christian Rode           |
| Antonio Tentori                   | Norbert Langer           |
| György Kárpáti                    | Helmut Krauss            |
| Marco Tullio Barboni              | Engelbert von Nordhausen |
| Sandra Zingarelli                 | Gertie Honeck            |
| Mario Pilar                       | Jürgen Thormann          |
| Giulio Base                       | Peter Faerber            |
| Antonio Buccioni                  | Olaf Baden               |
| Luciano De Crescenzo              | Norbert Langer           |

## Rezeption
„Statt eines wortlastigen Porträts widmet Pold dem 2016 verstorbenen Carlo Pedersoli alias Bud Spencer ein vitales dokumentarisches Leinwandabenteuer, in dem er sich nicht nur thematisch, sondern auch stilistisch mit dem Lebenswerk des Multitalents auseinandersetzt. Man könnte fast sagen: Was 1967 mit ‚Zwei vom Affen gebissen‘ begann, wird nun mit ‚Sie nannten ihn Spencer‘ fortgesetzt – dem ersten posthumen Spencer/Hill-Film! […] Acht Jahre Produktionszeit haben sich definitiv gelohnt – Karl-Martin Pold zollt Kultschauspieler Bud Spencer nicht nur inhaltlich, sondern vor allem auch stilistisch Tribut. ‚Sie nannten ihn Spencer‘ ist ein kreativ inszeniertes, kurzweiliges Künstlerporträt. Für Fans ein Muss...“

„Entstanden ist ein bis ins letzte Detail liebevoller Film, der – wie die Reaktionen nach den ersten Aufführungen zeigen – auch hartgesottenen Bud-Spencer-Fundamentalisten (die mit den Tattoos) abwechselnd Lach-Tränen und solche der Rührung in die Augen treibt. […] Obwohl man viele Einzelheiten über die Biographie Carlo Pedersolis erfährt, ist der Film vor allem von dem Gedanken beseelt, dass Bud Spencer echt ist; dass Pedersoli nur ein anderer Name für den lebenslustigen, gutmütigen kräftigen Kerl ist, der mit seiner gerechten Faust zur Vaterfigur für Millionen geworden ist. Am Ende hat der Film es geschafft, dass man ihm genau das glaubt.“

„Ein großer Wurf – ein Dokumentarfilm der ebenso informativ wie unterhaltsam ist.“

„Gänsehaut-Kino für große und kleine Jungs UND alle anderen. Hier kann man viel über einen Leinwand-Helden (mehr als 100 Millionen Kino-Zuschauer) lernen und am Ende ein Tränchen verdrücken.“

„Ein paar Außenaufnahmen in einer italienischen Altstadt, Interviews, Fotos aus dem Archiv. So ungefähr macht man herkömmliche Dokumentarfilme, und so ungefähr fängt auch der Film ‚Sie nannten ihn Spencer‘ an. Aber nach ein paar Minuten rüttelt eine Stimme aus dem Off den Zuschauer wach: ‚Das soll ein Film über Bud Spencer sein? Da muss viel mehr Glut in die Zwiebel rein!‘ Und schon wird aus der durchschnittlichen Doku ein energischer und herzlicher Film über einen sehr besonderen Mann der Filmgeschichte – und über seine deutschen Hardcore-Fans.“

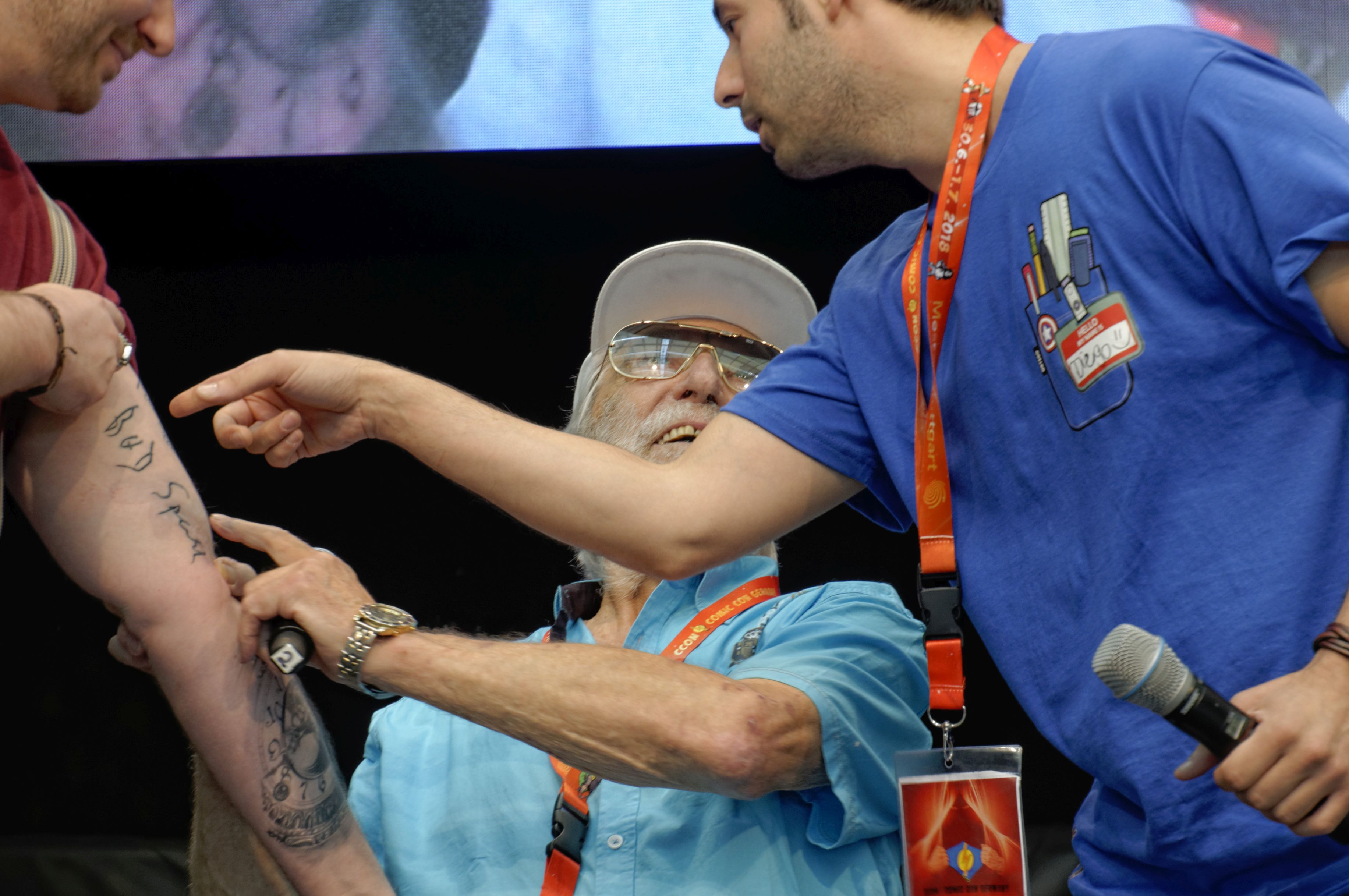
Bud-Spencer-Fundamentalisten (der mit den Tattoos) auf der ComicCon 2018 mit Riccardo Pizzuti

„Überhaupt ist es die Inszenierung, die den Film deutlich von anderem dokumentarischen Material abhebt. Pold versteckt sie nicht, sondern zeigt seine klassische Heldenreise derart offensiv, dass sie als Lehrstück jeder narrativen Gattung herangezogen werden kann.[…] Fazit: ‚Sie nannten ihn Spencer‘ ist eine dokumentarische Heldenreise, charmant und durchaus witzig. Nicht nur ein Lehrstück in Dramaturgie, sondern auch im Umgang mit Behinderung.“

## Hintergrund
Sie nannten ihn Spencer hat eine außergewöhnliche Produktionsgeschichte, die im deutschsprachigen Raum einzigartig ist. Von der Idee 2008 bis zum Kinostart 2017 dauerte es neun Jahre, dabei wurde der komplette Produktionsprozess öffentlich auf der projektbegleitenden Plattform Budspencermovie kommuniziert, die dabei nicht nur der Internetcommunity als Informationsquelle diente, sondern der Fangemeinde auch die Möglichkeit gab, sich aktiv an der Produktion zu beteiligen. Budspencermovie agierte somit als Marketingtool und gleichzeitig als interaktive Produktionsplattform und wurde aufgrund der innovativen Herangehensweise mit dem Content Award Wien ausgezeichnet. Sie nannten ihn Spencer gilt als Pionierprojekt und Vorzeigebeispiel für erfolgreiches Crowdfunding bzw. Crowdsourcing und war Thema zahlreicher wissenschaftlicher Arbeiten, Publikationen und Presseberichte.

„Von Beginn an involvierte Regisseur Karl-Martin Pold die Fans des italienischen Schauspielers in das Projekt und informierte diese via Facebook, Twitter, Blog und YouTube über den Fortschritt der Filmproduktion. Mittlerweile hat sich eine eingeschworene Online-Community gebildet, die anpackt wenn Not am Mann oder an der Frau ist. Ganz egal, ob es um die Erstellung einer Filmwebseite geht, Interview-Dreharbeiten in Italien anstehen oder ein weiterer Teil der Filmfinanzierung sichergestellt werden muss – die Community hilft.“

Der Film basiert auf der 2009 fertiggestellten Diplomarbeit des Regisseurs Karl-Martin Pold mit dem gleichnamigen Titel „Sie nannten ihn Spencer“. Die Arbeit beschäftigt sich mit den Möglichkeiten einer fanbasierten interaktiven Filmproduktion. Teil der Diplomarbeit war ein Trailer zu einem fiktiven Dokumentarfilm über Bud Spencer. Der Trailer wurde auf YouTube veröffentlicht und aufgrund des enormen Feedbacks der Fancommunity beschloss Pold, seine Filmidee zu realisieren und gründete die Produktionsfirma Buddy Lane Productions.
Ab 2012 wurden drei erfolgreiche Crowdfunding-Kampagnen über MySherpas und Startnext durchgeführt und ermöglichten die ersten Dreharbeiten mit Bud Spencer und Terence Hill. Mittels Crowdsourcing gelang es, hunderte Fans mit ihren jeweiligen Kompetenzen und Ressourcen (Kamera, Dolmetscher, Programmierer, Graphiker, Tontechniker, Mechaniker usw.) in das Projekt zu integrieren. Sie alle arbeiteten unentgeltlich und stellten ihre Manpower bzw. ihr Equipment zur Verfügung. Rekrutiert wurden sie über die Projektplattform und den begleiteten Web-2.0-Kanälen. Auch die beiden Protagonisten und Bud-Spencer-Fans Marcus und Jorgo wurden über die Plattform gefunden. „Von Fans mit Fans für Fans“ wurde zum Motto des Projekts. Der Slogan „Be Bud of it“ wurde als Markenzeichen etabliert, den zahlreiche Prominente (u. a. Wim Wenders und Karl Markovic) vor laufender Kamera wiederholten und sich so als Fans zu erkennen gaben.

## Trivia
- Im Laufe des neunjährigen Produktionsprozesses schrieb Regisseur Karl-Martin Pold eine zweite Diplomarbeit über Bud Spencer an der Universität Wien. Studium der Theater-, Film- und Medienwissenschaften mit dem Titel: Bud Spencer: Filme – Fans – Fakten. In dieser Arbeit werden zum einen der weltweite Spencer/Hill-Fankult und dessen Ausprägungen behandelt, zum anderen wurde das Spencer/Hill-Erfolgsmuster analysiert. Dabei wurden immer wiederkehrende Attribute (insgesamt 61) aufgelistet, anhand derer die gemeinsamen Spencer/Hill-Filme untereinander verglichen wurden. Viele Aspekte und Recherchen der Diplomarbeit flossen in die fertige Doku mit ein.[37]

- Der Film hat eine ungewöhnlich hohe Schnittanzahl von rund 5500 Schnitten.[38] Ein durchschnittlicher Dokumentarfilm hat rund 500 Schnitte, ein Actionfilm rund 1900.[39]

- Der berühmte Wilhelmsschrei (engl. Wilhelm scream) ist auch in Sie nannten ihn Spencer zu hören.[40]

- Für Sie nannten ihn Spencer wurde eine eigene Filmpreiskategorie erschaffen. Der erste Trailer war der Jury zu professionell, somit wurde die Kategorie Beste Filmidee bei den Camgaroo Awards neu kreiert.[41]

- Die Idee zum Film entstand 2008 während des Besuchs einer Kirche in Neapel, der Geburtsstadt von Bud Spencer.[42]